# Шунгит

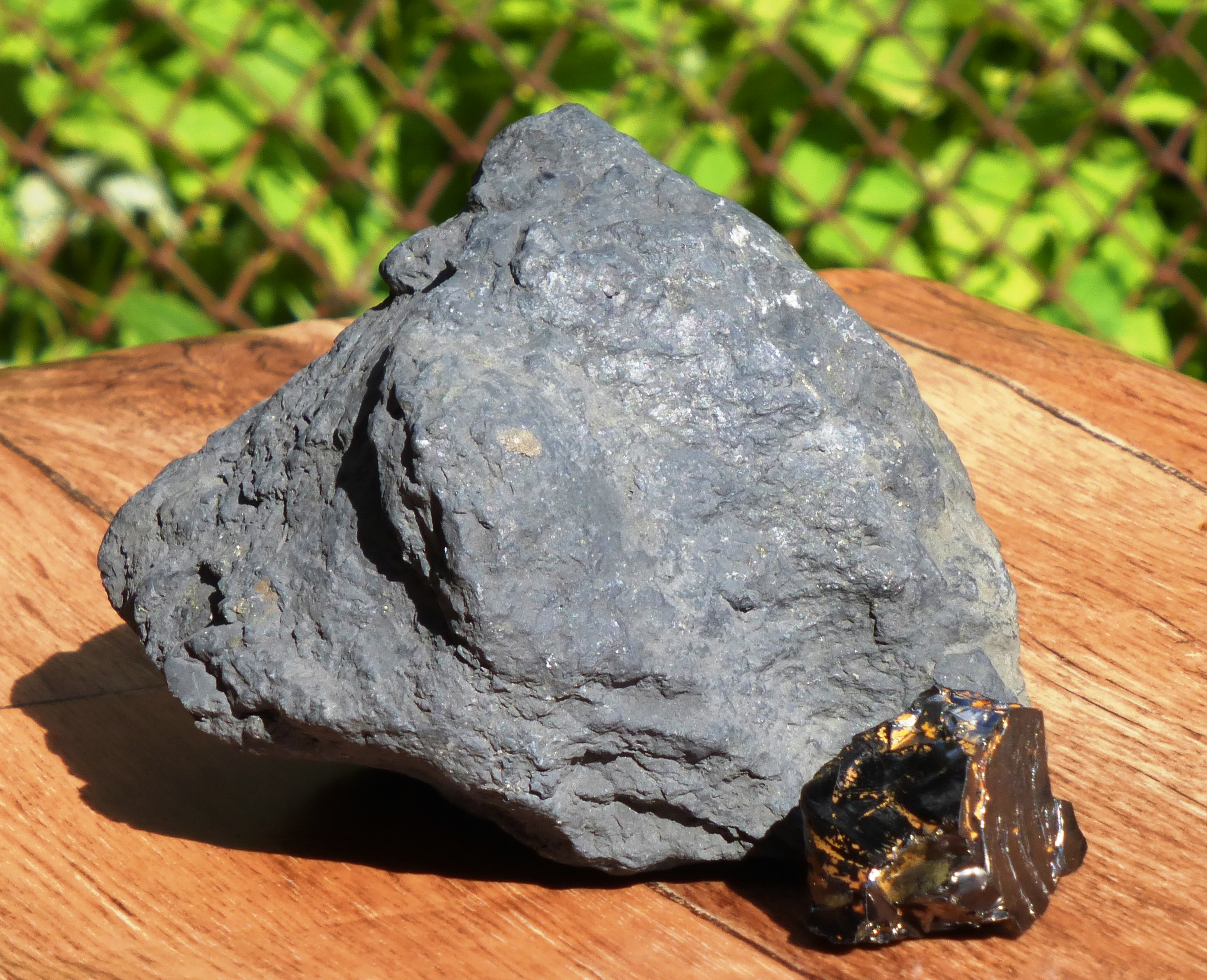
Образцы шунгитовой породы

Шунги́т, устар. синоним «аспидный камень», «пробирный камень», лидит или парагон — докембрийская горная порода, состоящая в основном из углерода и занимающая по составу и свойствам промежуточное положение между антрацитами и графитом. Встречаются разновидности шунгита чёрного, тёмно-серого и коричневого цветов.

## Происхождение
Шунгит образовался из органических донных отложений — сапропеля. Эти органические осадки, прикрываемые сверху всё новыми наслоениями, постепенно уплотнялись, обезвоживались и погружались в глубины земли. Под влиянием сжатия и высокой температуры шёл медленный процесс метаморфизации. В результате этого процесса образовался распылённый в минеральной матрице аморфный углерод в виде характерных именно для шунгита глобул.

## Исторические сведения
Первые эпизодические описания горных пород «чёрной Олонецкой земли» были предприняты в 1792 году академиком Николаем Озерецковским и в 1848 году штабс-капитаном Корпуса горных инженеров Н. К. Комаровым.
В 1877 году доктор минералогии и геологии Александр Иностранцев определил породу как новый крайний член в ряду природных некристаллических углеродов, не являющихся каменным углём, и дал название шунгит по названию заонежского села Шуньга, где порода впервые была обнаружена и действовала штольня.
В 1928—1937 годах на базе созданного государственного треста «Шунгит» осуществлялось изучение шунгитовых пород как предполагаемых аналогов горючих углей, были проведены первые структурные исследования.

## Месторождение
Чистый шунгит встречается в природе довольно редко, в основном в виде тонких, до 30 см шириной, прожилок. Чаще он присутствует в качестве примеси в шунгитовых сланцах и доломитах, распространённых в Карелии на территории Заонежского полуострова и вокруг северной оконечности Онежского озера — от Гирваса на западе до Толвуи и Шуньги на востоке.
Промышленная ценность шунгитов определена наиболее полно для месторождений «Шуньгское» (Кондопожский район), «Мягрозерское» (Кондопожский район), «Нигозерское», «Максово» и «Зажогино», а также «Турастамозерское» (Медвежьегорский район). Прогнозные ресурсы по всем месторождениям составляют около 1 млрд тонн.

## Физические свойства
Цвет — чёрный, тёмно-серый, коричневый. Твёрдость — 3,5…4. Излом ступенчатый, раковистый. Плотность — 1,80…2,84 г/см3 в зависимости от состава; пористость — 0,5…5 %; прочность на сжатие 100—276 МПа; модуль упругости (Е) — 0,31·105 МПа. Электропроводен, электропроводность — (1—3) × 103 См/м; теплопроводность — 3,8 Вт/м·K. Среднее значение коэффициента теплового расширения в интервале температур от +20 до +600 °С — 12·10−6 К−1. Теплотворная способность 7500 ккал/кг.
Порода обладает сорбционными и каталитическими свойствами.
Твёрдое шунгитовое вещество представляет собой смесь разнообразных углеродных аллотропов, чьи кристаллические решётки соединены аморфным углеродом.

## Разновидности
Различают две разновидности:
1. Блестящая разновидность
  - C = 94 %
  - O, N = 1,9 %
  - H = 0,8 %
  - зольность = до 2,2 %
2. Матово-серая разновидность
  - C = 64 %
  - O, N = 3,5 %
  - H = 6,7 %
  - зольность = до 3,3 %

## Химический состав шунгита, используемого в качестве сорбента
| №  | Элемент, Компонент      | Формула компонента | Содержание % массы |
| -- | ----------------------- | ------------------ | ------------------ |
| 1  | Оксид алюминия          | Al2O3              | 4,05               |
| 2  | Оксид железа (III)      | Fe2O3              | 1,01               |
| 3  | Оксид железа (II)       | FeO                | 0,32               |
| 4  | Оксид калия             | K2O                | 1,23               |
| 5  | Оксид кальция           | CaO                | 0,12               |
| 6  | Оксид кремния           | SiO2               | 36,46              |
| 7  | Оксид магния            | MgO                | 0,56               |
| 8  | Оксид марганца          | MnO                | 0,12               |
| 9  | Оксид натрия            | Na2O               | 0,36               |
| 10 | Оксид титана            | TiO2               | 0,24               |
| 11 | Оксид фосфора           | P2O3               | 0,03               |
| 12 | Барий                   | Ba                 | 0,32               |
| 13 | Бор                     | B                  | 0,004              |
| 14 | Ванадий                 | V                  | 0,015              |
| 15 | Кобальт                 | Co                 | 0,00014            |
| 16 | Медь                    | Cu                 | 0,0037             |
| 17 | Молибден                | Mo                 | 0,0031             |
| 18 | Мышьяк                  | As                 | 0,00035            |
| 19 | Никель                  | Ni                 | 0,0085             |
| 20 | Свинец                  | Pb                 | 0,0225             |
| 21 | Сера                    | S                  | 0,37               |
| 22 | Стронций                | Sr                 | 0,001              |
| 23 | Углерод                 | C                  | 26,26              |
| 24 | Хром                    | Cr                 | 0,0072             |
| 25 | Цинк                    | Zn                 | 0,0067             |
| 26 | Вода                    | H2O                | 2,18               |
| 27 | Потеря при прокаливании | ППП                | 32,78              |

В золе шунгита (как и у всех природных углей и битумов, содержащих примеси) содержится ванадий, никель, молибден, медь и др. Благодаря относительной лёгкости получения разнообразных углеродных аллотропов, шунгит категорирован как перспективный материал для развития нанотехнологий и является объектом изучения в институтах нанотехнологий.

## Применение

### Металлургия
Шунгит содержит как твёрдый углерод, так и значительные количества оксида кремния; оба эти компонента в нём представлены весьма химически активными формами. В связи с этим он может быть использован в металлургии как восстановитель и — одновременно — как SiO2-содержащий флюс и источник кремния (например, при производстве чугуна, феррохрома, ферросиликохрома или карбида кремния).

### Механика
Шунгит используется как основной компонент восстановительных составов для двигателей внутреннего сгорания, коробок передач, редукторов автомобилей и механизмов, в том числе промышленного назначения. Советские разработки в этой области начались в 1970-х годах. На рынок продукты были выведены совместной финско-российской компанией RVS в 2001 году, после чего, с переменным успехом, копировались конкурентами.

### Строительство
Другая область применения — строительство. Полированные плиты смоляно-чёрного цвета с редкими белыми прожилками, не тускнеющие со временем, украшают интерьеры Исаакиевского и Казанского соборов в Санкт-Петербурге и станции Московского метрополитена. В современной строительной промышленности шунгит используется также для производства шунгизита — лёгкого заполнителя бетона.

### Фильтрация воды
Дроблёный шунгит обладает достаточной для загрузки фильтров механической прочностью, химически стоек, не загрязняет воду, которая фильтруется через него, и, таким образом, пригоден для загрузки фильтров. В настоящее время МП «Петрозаводскводоканал» использует дроблёный шунгит на водопроводных очистных сооружениях в качестве загрузки скорых фильтров на основании разрешения, выданного Министерством здравоохранения СССР за № 121-5/873-6 от 30.10.81 года.
Данное свойство шунгита не является уникальным: для подобных целей (насадка для закрепления микроорганизмов, образующих активный ил) также используют керамзит, пластмассы, щебень и прочие доступные и дешёвые материалы; в том числе и в данном регионе. Сорбционные особенности шунгита ничем не отличаются от других угольных загрузок, используемых для очистки питьевой воды от остатков хлора.

### Нетрадиционная медицина
Изделиям, пастам и фильтрам на основе шунгита приписывается лечебное воздействие, которое научно не доказано. Несмотря на то, что содержащиеся в нём в малых количествах фуллерены действительно обладают антиоксидантными свойствами, применение шунгита может быть опасно для здоровья из-за выраженного канцерогенного действия полициклических ароматических углеводородов.

### Живопись
Шунгит выпускается промышленностью и как сухой пигмент и в составе стандартных тюбиков с краской для художников. Цвет красителя — чёрный. Многие другие краски этого цвета обладают негативными для живописи характеристиками: например, самый известный краситель чёрного цвета, сажа газовая, представляет собой атомарный углерод и со временем способна зачернить картину, диффундируя прямо сквозь прочие красочные слои. А применявшиеся классиками живописи альтернативы газовой сажи не лишены собственных недостатков: в частности, Айвазовский использовал пигмент на основе асфальта, который окончательно не полимеризовался и так и остался мягким до нашего времени; варианты же классических замен на основе жжёной кости не полностью чёрные. И то и другое требует специальных мер при написании картины (например, изолирующих лаковых прослоек), которые не советуют применять неопытным или начинающим художникам. Шунгит лишён всех этих недостатков и является рекомендуемой современной заменой.

## Шунгизит
Шунгизит — искусственный пористый материал, получаемый при обжиге шунгитсодержащих пород. Шунгизит используется в качестве заполнителя для лёгких бетонов (шунгизитобетон) и в качестве теплоизоляционной засыпки.
Шунгиты Турастамозерского месторождения по качеству сырья наиболее перспективны для производства шунгизита. Насыпная объёмная масса шунгизита из сланцев Турастамозерского месторождения в среднем менее 350 кг/м3, а по отдельным блокам даже менее 250 кг/м3 (высшая категория качества).

## Шунгитовое вещество
Шунгитовое вещество, Ств, считается органическим веществом в очень высокой стадии метаморфизма. Его стандартный состав очень прост и включает элементарный углерод в количестве C 98,6…99,6 масс. % со следами N, O, S и H.
Обычное содержание (N+O): 0,15…0,90 %; Н: 0,15…0,50 %; S: 0,20…0,83 %.
Плотность шунгитового вещества обычно лежит в пределах 1,8…2,0 г/см3. Поскольку содержание углерода в шунгитовом веществе близко к 100 %, то при классификации пород зачастую не различают С и Ств.
Классифицировать породы принято по массовому содержанию углерода, определяемому по характеристикам горения (остаточной зольности, количеству выделяющегося СО2 и других летучих веществ). В этой связи различают пять разновидностей шунгитов.
В шунгите-V углерода C < 10 %, так что фактически это шунгитсодержащая порода; в шунгите-IV C ~ 10…20 %; шунгите-III C ~ 20…35 %; в шунгите-II С ~ 35…80 %; наконец, шунгит-I содержит C > 95…98 %, то есть почти полностью состоит из шунгитового вещества.
Вторым основным компонентом шунгитов является главная составляющая горных пород, то есть SiO2, представленная обычно в виде кварца или в составе различных силикатных образований. В целом шунгитовые породы имеют разнообразный минеральный состав, куда входят карбонаты, алюмосиликаты и т. д., причём обращает на себя внимание однородность перемешивания веществ, составляющих шунгиты.
Надёжно установлено, что твёрдый углерод шунгитов выстроен соединёнными между собой глобулами, то есть частицами шаровой в основном формы. Диаметр шунгитовых глобул — порядка 10 нм. Такое строение уникально, поскольку не наблюдается ни в каких других объектах естественного твёрдого углерода. При этом у исследователей шунгитов к настоящему времени пока не выработано общепризнанных взглядов на природу углеродных глобул, их структуру, способ объединения. Причиной является отсутствие единой точки зрения на тип исходного органического вещества и протошунгитового материала, на процесс его карбонизации, на термодинамические характеристики среды преобразования, на особенности возникновения и эволюции крупных шунгитовых геологических структур и т. д. Иначе говоря, нет ясного представления о том, что такое шунгиты вообще и из чего они образовались. Всё это не позволяет в отличие от других представителей природного твёрдого углерода уверенно судить о возможных источниках и механизмах возникновения в естественной среде твёрдого углерода данного типа и не даёт также в достаточно полной мере оценить потенциальные возможности шунгитов для практических применений. Поэтому многие специалисты до сих пор считают шунгиты научной загадкой. Как следствие, на тему шунгитов в ненаучной среде нередко возникают необоснованные фантазии и спекуляции.
В монографии собраны и проанализированы практически все известные основные факты и модельные представления о шунгитах. Рассмотрена реальная ситуация с практическим применением пород.
Показано, что наиболее распространённую сапропелевую точку зрения на происхождение шунгитов очень трудно (практически невозможно) согласовать с их структурой, составом, физико-химическими свойствами, геологией месторождений, возрастом пород (2 млрд лет), с историей появления и развития жизни на Земле, со многими другими данными.
Представлено обоснование того, что основа структуры шунгитового углерода, то есть шунгитовые глобулы, идентичны сажевым частицам. Данное обстоятельство и целый ряд других фактов позволяют сделать вывод о том, что углерод шунгитов возник в результате формирования огромных сажевых массивов в природных процессах разгрузки и термического преобразования (пиролиза, неполного сгорания) гигантских скоплений первичного углеводородного сырья преимущественно в виде природного газа, то есть метана. Выход глубинных углеводородов был обусловлен или сочетался с активной вулканической деятельностью, которая, как известно, имела место в Карелии в период возникновения пород. Поскольку для сажеобразования из метана характерно интенсивное синтезирование тяжёлых смолистых углеводородов, постольку протошунгитовое углеродное вещество представляло собой вязкотекучую композицию сажевых масс с углеводородными связующими веществами, которая со временем окаменела.
Минеральная (неуглеродная) часть пород сформирована в результате того, что выбросы метана и других углеводородов с неизбежностью сопровождались попутными потоками вулканического пепла (и иных взвесей), вулканических газов, гидротерм в паровой фазе. Такой процесс обеспечил наблюдающуюся высокую степень однородности перемешивания всех компонентов, входящих в состав шунгитовых пород, и определил уровень разбавления метана и итоговое соотношение Ств и остальных компонентов шунгитовых пород, в том числе максимальную концентрацию углерода, то есть 80 % в шунгитах-II. Предпосылки для формирования крайне редкого шунгита-I могли создаваться случайными лакунами гетеровеществ в потоках метана или в результате плохого локального перемешивания образовавшегося протошунгитового вещества с сопутствующими неуглеродными составляющими частями.
Преимущественное представительство в породах кремния по сравнению с другими элементами (если не считать углерод) объясняется тем, что в докембрийских высококремнистых породах происхождение кремнезёма в областях основного вулканизма обычно связано с глубоко преобразованным вулканическим пеплом (с пепловой седиментацией).

## Шунгит в культуре
В 2016 году в Петрозаводске появилась улица под названием Шунгитовый проезд.
Шунгит получил широкую известность на Западе в мае 2020 года благодаря бывшему американскому Twitch стримеру под псевдонимом Dr DisRespect.